# غولة الحنشات (نهم)
غولة الحنشات هي إحدى قرى عزلة الحنشاتبمديرية نهم التابعة لمحافظة صنعاء، بلغ تعداد سكانها 329 نسمة حسب تعداد اليمن لعام 2004.